# Richia cataclivis
Richia cataclivis är en fjärilsart som beskrevs av Dyar 1910. Richia cataclivis ingår i släktet Richia och familjen nattflyn. Inga underarter finns listade.